# Dyson Daniels
Dyson James Daniels (ur. 17 marca 2003 w Bendigo) – australijski koszykarz, występujący na pozycji rozgrywającego, reprezentant kraju, obecnie zawodnik Atlanta Hawks.

## Osiągnięcia
Stan na 18 lutego 2024, na podstawie, o ile nie zaznaczono inaczej.

### NBA
NBA Most Improved Player Award (2024/25)
- Powołany do udziału w turnieju Panini Rising Stars (2024 – Team Tamika – nie wystąpił z powodu kontuzji, zastąpił go Vince Williams)[3]

### G-League
- Uczestnik turnieju wschodzących gwiazd Rising Stars Challenge (2022)

### Reprezentacja
Seniorska
- Uczestnik:
  - mistrzostw świata (2023 – 10. miejsce)[4]
  - kwalifikacji do mistrzostw Azji (2021)

Młodzieżowe
- Mistrz Oceanii U–15 (2018)
- Uczestnik mistrzostw świata U–19 (2021 – 10. miejsce)